# Philepitta
Philepitta es un género de aves paseriformes perteneciente a la familia Eurylaimidae, cuyos miembros se denominan filepitas. Es uno de los dos únicos géneros que conforman la reducida subfamilia de pájaros de Madagascar Philepittinae, junto a Neodrepanis.

## Especies
El género contiene dos especies:
- Philepitta castanea - filepita aterciopelada;
- Philepitta schlegeli - filepita de Schlegel.